# Wolfgang Köhnlein
Wolfgang Köhnlein (* 1. Mai 1933 in Lauerbach (Erbach); † 22. Juli 2021 in Havixbeck) war ein deutscher Strahlenbiologe und Hochschullehrer.

## Leben
Köhnlein studierte Physik und Mathematik an den Universitäten Karlsruhe und Heidelberg. 1963 wurde er in Heidelberg zum Dr. rer. nat. promoviert. Von 1964 bis 1965 war er Postdoctoral Fellow der National Institutes of Health (USA) für Forschungsarbeiten an der Yale-Universität in New Haven, Connecticut. 1966 war er Wissenschaftlicher Mitarbeiter im Institut für Strahlenchemie des Kernforschungszentrum Karlsruhe. Seit 1967 ist er an der Westfälischen Wilhelms-Universität Münster im Institut für Strahlenbiologie tätig. Er habilitierte sich 1972 für das Fach Strahlenbiologie und Biophysik. 1974 berief ihn die medizinische Fakultät der Universität Münster auf eine Professur für Strahlenbiologie. 1994 wurde er Geschäftsführender Direktor des Instituts für Strahlenbiologie.
Der Unfall in dem Atomkraftwerk Three Mile Island 1979 in den USA wurde für ihn zu einem Schlüsselerlebnis. Die Kernschmelze und der Super-GAU dort sowie die nachfolgenden offiziellen Vertuschungsaktionen der Strahlenfolgen und die Verfolgung der wissenschaftlichen und juristischen Vertreter der Opfer trugen zu seiner Ablehnung der Atomkraftnutzung bei. Seine wissenschaftliche Beschäftigung mit den Wirkungen von Radioaktivität auf die menschliche Gesundheit machte ihn zu einem Kritiker der Internationalen Strahlenschutzkommission (ICRP). Zusammen mit dem Kernphysiker Rudi H. Nußbaum (Oregon/USA) wies er anhand von Daten der japanischen Atombombenüberlebenden nach, dass im Bereich niedriger Strahlendosen ein überlinearer Wirkungsverlauf besteht: Die Wirkungen im Bereich niederer Strahlendosen sind relativ (pro Dosiseinheit) höher als bei höheren Strahlendosen. Auf notwendige Folgerungen für den Strahlenschutz wies er unermüdlich hin.
Er organisierte zahlreiche wissenschaftliche Kongresse und Fortbildungsveranstaltungen und hielt viele populärwissenschaftliche Vorträge. Dabei wurde er zu einer Leitfigur der wissenschaftlichen Strahlenschutzkritik in Deutschland. Nach der Katastrophe von Tschernobyl 1986 unternahm er mehrere Reisen in das verstrahlte Gebiet.
1990 gehörte Wolfgang Köhnlein zu den Gründungsmitgliedern der Gesellschaft für Strahlenschutz, die er von 1995 bis 1999 auch als deren Präsident führte und deren Vorstand er bis etwa 2009 angehörte.
1999 wurde er in die Deutsche Strahlenschutz-Kommission berufen. Dieser gehörte er bis Ende 2004 an. Er wurde deren Stellvertretender Vorsitzender sowie Vorsitzender des Risikoausschusses der Strahlenschutz-Kommission.
Im Jahr 2000 wurde er von der deutschen Regierung als Mitglied der deutschen Delegation in das UNSCEAR (United Nation Scientific Committee on Atomic Radiation) berufen.

## Ehrungen
- Im Januar 2009 verlieh Bundespräsident Horst Köhler Köhnlein das Verdienstkreuz am Bande des Verdienstordens der Bundesrepublik Deutschland.[2]